# Endel Puusepp
Endel Puusepp vagy Endel Pusep (oroszul: Endel Karlovics Puszep, Эндель Карлович Пусэп) (1909. május 1. - 1996. június 18.) észt származású szovjet pilóta, aki a második világháború során több mint 30 éjszakai bombatámadást hajtott végre. A Szovjetunió Hőse kitüntetést is megkapta, mert egy magas rangú szovjet delegációval átrepülte a frontvonalat Moszkva és Washington között, amikor a nyugati front megnyitásáról tárgyaltak a szövetségesek.

## Fiatalkora

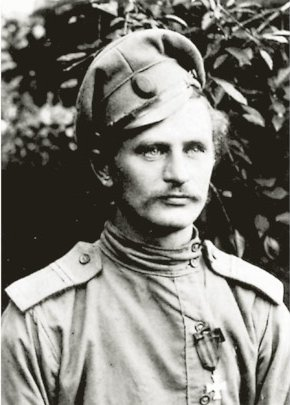
Endel apja, Karl, a Szent György-kereszt kitüntetéssel

Puusepp családja észt származású volt, akik Szibériában telepedtek le, miután az orosz kormány annyi földet ajánlott fel nekik, amennyit meg tudnak művelni. Az ajánlat hatására több ezer észt és litván család költözött Szibériába, ahol egy tömbben telepedtek le és megőrizték nyelvüket és kultúrájukat. Bár Puusepp fiatal kora óta pilóta akart lenni, szülei tanárnak vagy mezőgazdásznak szánták, tanulmányait Leningrádban, az észt–finn tanárképző főiskolán végezte.

## Pilóta karrierje
A főiskola első évének elvégzése után Puusepp átiratkozott egy pilótaképzőbe, előbb Volszkba, majd Orenburgba került. Tanulmányai vége felé egy speciális egységhez került, akiket arra képeztek ki, hogy "vakon", azaz csak a repülőgép műszereire hagyatkozva repüljenek.

## Sarkköri repülések
1938-ra Puusepp már elismert és tapasztal pilóta volt, jelentős tapasztalatokat szerzett éjszakai vakrepüléseken is. Részt vett a sarkkutató Zygmunt Lewoniewski repülőgépének felkutatásában is. A sarkköri élet annyira megragadta, hogy ott maradt és számos alkalommal repült a sarkkörön túl létesített szovjet kutatóállomásokhoz. Az utánpótláson kívül részt vett a hajózási útvonalak felderítésében és a jég mozgásának tanulmányozásában is. Éppen egy felderítő repülést végzett 1941-ben, amikor hírt kapott a Barbarossa hadművelet, azaz a Szovjetunió ellen végrehajtott német invázióról és azonnal kérvényezte, hogy helyezzék át a frontra.

## A második világháborúban

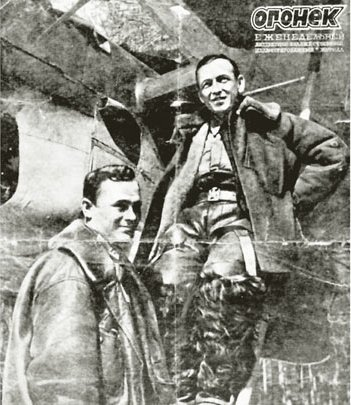
Puusepp (baloldalt) az Ogonyok magazin cimlapján

Az első éles bevetésére 1941. augusztus 8-án került sor, amikor sikeresen bombázták Berlint. Visszafelé azonban Puusepp repülőgépe komoly károkat szenvedett a légvédelmi tüzérség tüzétől és kényszerleszállást kellett végrehajtania a németek által megszállt Észtországban. Puusepp, aki nem felejtette el anyanyelvét, a helyiektől megtudta a német katonák helyzetét és elkerülte a fogságba esést.
1942 áprilisára Puusepp már több mint 30 éjszakai bombatámadásban vett részt Berlin, Danzig és Königsberg városok ellen.

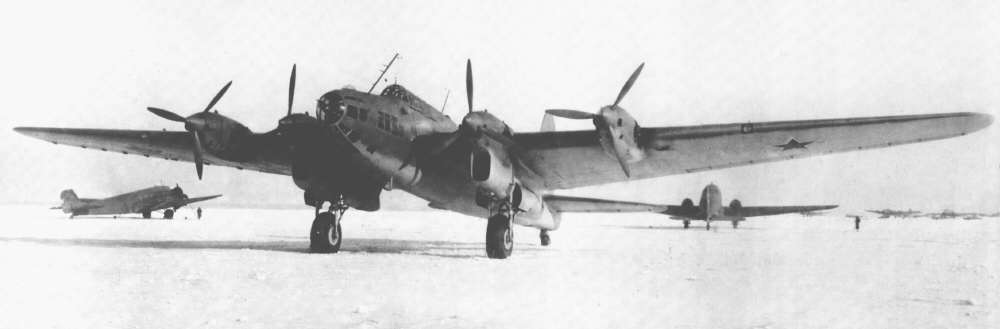
A Petljakov Pe–8 szovjet nehézbombázó

Ekkor kezdődtek a tárgyalások a szovjetek és brit–amerikai szövetségeseik között a nyugati front megnyitásáról. A szovjetek magas rangú küldöttséget akartak küldeni, Vjacseszlav Molotov külügyminiszter vezetésével, előbb Nagy-Britanniába, majd az Amerikai Egyesült Államokba. A delegáció repülőgépének vezetésére Puuseppet kérték fel, mivel útja során át kellett repülnie a front, illetve Németország és a megszállt területek felett is. A sikeres repülést követően 1942. május 29-én szállt le a szovjet delegáció gépe, egy Pe–8 nehézbombázó Washingtonban. A hazatérés még veszélyesebb volt, mivel a németek feltehetően már értesültek a küldöttségről és meg akarták akadályozni visszatérésüket. Megtévesztésként a szovjet lapok már akkor hírül adták a delegáció sikeres megérkezését, amikor a gép még fel sem szállt. Puusepp ezért az útért megkapta a legmagasabb szovjet katonai kitüntetést, a Szovjetunió Hőse címet. A kitüntetés átvételekor azt mondta, hogy ő igazából semmi rendkívülit nem tett.
További bombatámadást hajtott végre Sztálingrád, Kurszk, Orjol és Belgorod térségében. Az egyik utolsó bevetése során a gerince közelében sérülést szenvedett, számos műtétet hajtottak rajta végre, de sosem gyógyult meg teljesen és 1946-ban, ezredesként leszerelték.

## A háború után
A háborút és leszerelését követően Puusepp Észtország fővárosába, Tallinnba költözött, ahol a közlekedési minisztérium vezetője lett. 1950-ben kinevezték az Észt SZSZK legfelsőbb tanácsa (Верховный Совет) alelnökének, majd később a szociális minisztériumban dolgozott.
Endel Puusepp 1996. június 18-án halt meg, a tallinni Metsakalmistu temetőben temették el.

## Fordítás
- Ez a szócikk részben vagy egészben  az   Endel Puusepp című angol Wikipédia-szócikk fordításán alapul.  Az eredeti cikk szerkesztőit annak laptörténete sorolja fel. Ez a jelzés csupán a megfogalmazás eredetét és a szerzői jogokat jelzi, nem szolgál a cikkben szereplő információk forrásmegjelöléseként.